# Бедіццоле
Бедіццоле (італ. Bedizzole) — муніципалітет в Італії, у регіоні Ломбардія, провінція Брешія.
Бедіццоле розташоване на відстані близько 440 км на північ від Рима, 100 км на схід від Мілана, 15 км на схід від Брешії.
Населення — 12 257 осіб (2014).
Щорічний фестиваль відбувається 8 травня. Покровитель — SS. Ermolao e Acacio Martiri.

## Демографія
Населення за роками:

Станом на 1 січня 2023 року в муніципалітеті офіційно проживав 1281 іноземець з 64 країн, серед них 421 громадянин країн Євросоюзу та 61 громадянин України.

## Уродженці
- Анджоліно Гаспаріні (*1951) — відомий у минулому італійський футболіст, захисник.

## Сусідні муніципалітети
- Кальчинато
- Кальваджезе-делла-Рив'єра
- Лонато-дель-Гарда
- Маццано
- Нуволенто
- Нуволера
- Превалле